# Liste de racines grecques (lettre F)
Pour un article plus général, voir Racine grecque.
| Racine | Origine grecque                                                                                          | Sens | Exemples de mots comportant la racine |
| ------ | --- | --- | ------------------------------------- |
| faisan | φασιανός(phasianós)                                                                                      | Faisan | voir phas-3                           |
| fant-  | φάω(pháô) → φαίνω(phaínô) → φανός (phanós) ; φανερός (phanerós) ; φάντασμα (phántasma) ; φάσις1 (phásis) | Briller → montrer, faire briller, rendre visible → clair, lumineux, brillant ; visible, apparent ; apparition, vision, songe, apparence, spectre, fantôme, prodige ; accusation, délation, lever d'une étoile | voir -phan-                           |
| fiole  | φιάλη (phiálê)                                                                                           | Vase, coupe sans pied, urne | Fiole                                 |
| flegm- | φλέγω (phlégô) → φλέγμα (phlégma) ; φλόξ (phlóx) ; φλογιστός (phlogistós)                                | Enflammer, brûler → inflammation, embrasement, humeur, glaire, bile ; flamme ; inflammable | voir phlegm-                          |
| flem-  | φλέγω (phlégô) → φλέγμα (phlégma) ; φλόξ (phlóx) ; φλογιστός (phlogistós)                                | Enflammer, brûler → inflammation, embrasement, humeur, glaire, bile ; flamme ; inflammable | voir phlegm-                          |
| flemm- | φλέγω (phlégô) → φλέγμα (phlégma) ; φλόξ (phlóx) ; φλογιστός (phlogistós)                                | Enflammer, brûler → inflammation, embrasement, humeur, glaire, bile ; flamme ; inflammable | voir phlegm-                          |
| frén-  | φρονέω (phronéô) → φρήν(phrến) ; εὔφρων (eúphrôn)                                                        | Être sensé (avisé, prudent), penser, avoir dans l'esprit → esprit, pensée, conscience, membrane, viscères, enveloppe du cœur, diaphragme (?) ; gai, joyeux, réjouissant, bienveillant, propice                | voir -phrén-1                         |
| fuc-   | φῦκος (phũkos)                                                                                           | Algue | voir -phycée                          |